# Viéville
Viéville é uma comuna francesa na região administrativa da Champanha-Ardenas, no departamento de Haute-Marne. Estende-se por uma área de 11,18 km². Em 2010 a comuna tinha 349 habitantes (densidade: 31,2 hab./km²).